# Bengurion Jet
Bengurion Jet, född 24 april 2017 är en italiensk varmblodig travhäst. Han tränas och körs av Alessandro Gocciadoro. Bengurion Jet började tävla i juli 2019 och har hittills sprungit in 424 138 euro på 55 starter, varav 15 segrar, 9 andraplatser och 8 tredjeplatser. Han har tagit karriärens största segrar i Gran Premio Palio Dei Comuni (2022) och Sweden Cup (2023).

## Karriär
Bengurion Jet gjorde tävlingsdebut i juli 2019 och segrade han i ett av åtta lopp. Som fyraåring 2021 tog han ett flertal storloppssegrar, bland annat i Gran Premio Tino Triossi. I november 2021 kom han på tredjeplats i loppet Gran Premio d'Europa endast slagen av Blackflash Bar och Bepi Bi. 
Bengurion Jet blev inbjuden till 2023 års upplaga av Finlands största lopp Finlandialoppet, då hans övertygande insats i Seinäjoki Race gav han en inbjudan. Väl i loppet slutade han på andraplats bakom vinnande Stoletheshow. Under Elitloppshelgen 2023 segrade han i Sweden Cup.
Efter sin seger i Sweden Cup starade han i grupp 1-loppet St. Michel-loppet som är ett av Finlands största lopp där han satt invändigt ledande Hail Mary, men som aldrig riktigt fick chansen och slutade på tredjeplats.